# Vidzeme
Vidzeme (udtalt [ˈvid̪͡z̪eme]; Gammel lettisk retskrivning: Widda-semme, livisk: Vidūmō ) er en af Letlands historiske landsdele. Letlands hovedstad, Riga, ligger i den sydvestlige del af regionen. Det betyder bogstaveligt talt "mellemlandet" og er beliggende i det nordlige centrale Letland nord for Daugava-floden. Nogle gange på tysk, var det også kendt som Livland, den tyske form fra det latinske Livonia, selvom det kun omfatter en lille del af middelalderens Livland og omkring halvdelen (den lettiske del) af  det svenske Livland. De fleste af regionens indbyggere er letter (85%), så Vidzeme er den mest etnisk lettiske region i landet.
Det historiske guvernement Livland er også større end Vidzeme, da det svarer nogenlunde til svensk Livland.

## Historie
I oldtiden var Vidzemes territorium beboet af Latgalians og Livs (nær kysten af Riga-bugten og langs de nedre dele af floderne Daugava og Gauja). Indtil den tyske erobring i det 13. århundrede var Daugava, som nu udgør den sydøstlige grænse for Vidzeme, grænsen mellem Livernes og Latgalianernes land på højre bred og Semgalerne og Selleres på venstre bred af flod. Den mest bemærkelsesværdige Latgaliske region i nutidens Vidzeme var Tālava.
Efter Den livlandske krig blev en del af Terra Mariae på højre bred af Daugava-floden og Riga Patrimonium afstået til Den polsk-litauiske realunion og hertugdømmet Livonia (den venstre bred, der danner hertugdømmet Kurland og Semigalia).
Efter den polsk-svenske krig afsluttet med våbenhvilen i Altmark i 1629, erhvervede Sverige den vestlige del af hertugdømmet Livland omtrent så langt som til Aiviekste-floden, og dannede siden Vidzemes østlige grænse.
I løbet af den store nordiske krig blev svenske Livland erobret af det russiske imperium og afstået til Rusland ved Nystad-traktaten i 1721. I stedet for Livland oprettede russerne Riga Governorate, men i 1796 blev Riga Governorate omdøbt til Livland guvernement, administreret autonomt af den lokale tyske baltiske adel gennem en feudal Landtag. Efter afslutningen af Første Verdenskrig blev det delt mellem de nyligt uafhængige lande Letland og Estland.

## Underregioner
Området i regionen Vidzeme er defineret af lettisk lov som følger og inddelt i en række kommuner og sogne.
- Ādaži kommune
- Cēsis Kommune
- Gulbene Kommune
- Limbaži kommune
- Riga
- Ropaži kommune
- Salaspils Kommune
- Saulkrasti Kommune
- Sigulda Kommune
- Smiltene Kommune
- Valka Kommune
- Valmiera Kommune